# Ignasi Ávila Rodríguez
Ignasi Ávila Rodríguez   (Manresa, 19 de gener de 1979) és un atleta i ciclista paralímpic català que competia principalment en proves de mitja distància de categoria T12 en atletisme i competeix en contrarellotge en pista, persecució en pista, contrarellotge i cursa en carretera.

## Atletisme
Va guanyar medalles al Campionat Europeu IBSA de 2009 a Grècia. Va competir al Campionat del Món del 2011 a Christchurch, Nova Zelanda, on va guanyar una medalla. Competint als Jocs Mundials d'IBSA Brasil, va guanyar una nova medalla. Va rebre una beca Plan ADO 2012.

### Paralímpic
Va competir als Jocs Paralímpics d'Estiu del 2000 a Sydney, Austràlia. Allà va guanyar una medalla de plata en el relleu masculí de 4 x 400 metres - prova T13, va sortir a la primera ronda dels 200 metres masculins - prova T12 i va acabar quart en la prova masculina de 400 metres - T12. També va competir als Jocs Paralímpics d'Estiu del 2004 a Atenes, Grècia. Allà va guanyar una medalla d'or a la prova masculina de 800 metres - T12, va acabar quarta en la prova masculina de 400 metres - T12 i va acabar sisena en la prova masculina de 1500 metres - T13. També va competir als Jocs Paralímpics d'Estiu de 2008 a Pequín, Xina. Allà va guanyar una medalla de bronze en la prova masculina de 1500 metres - T13 i va acabar quart en la prova masculina de 800 metres - T12.

## Ciclisme

### Carrera en tàndem

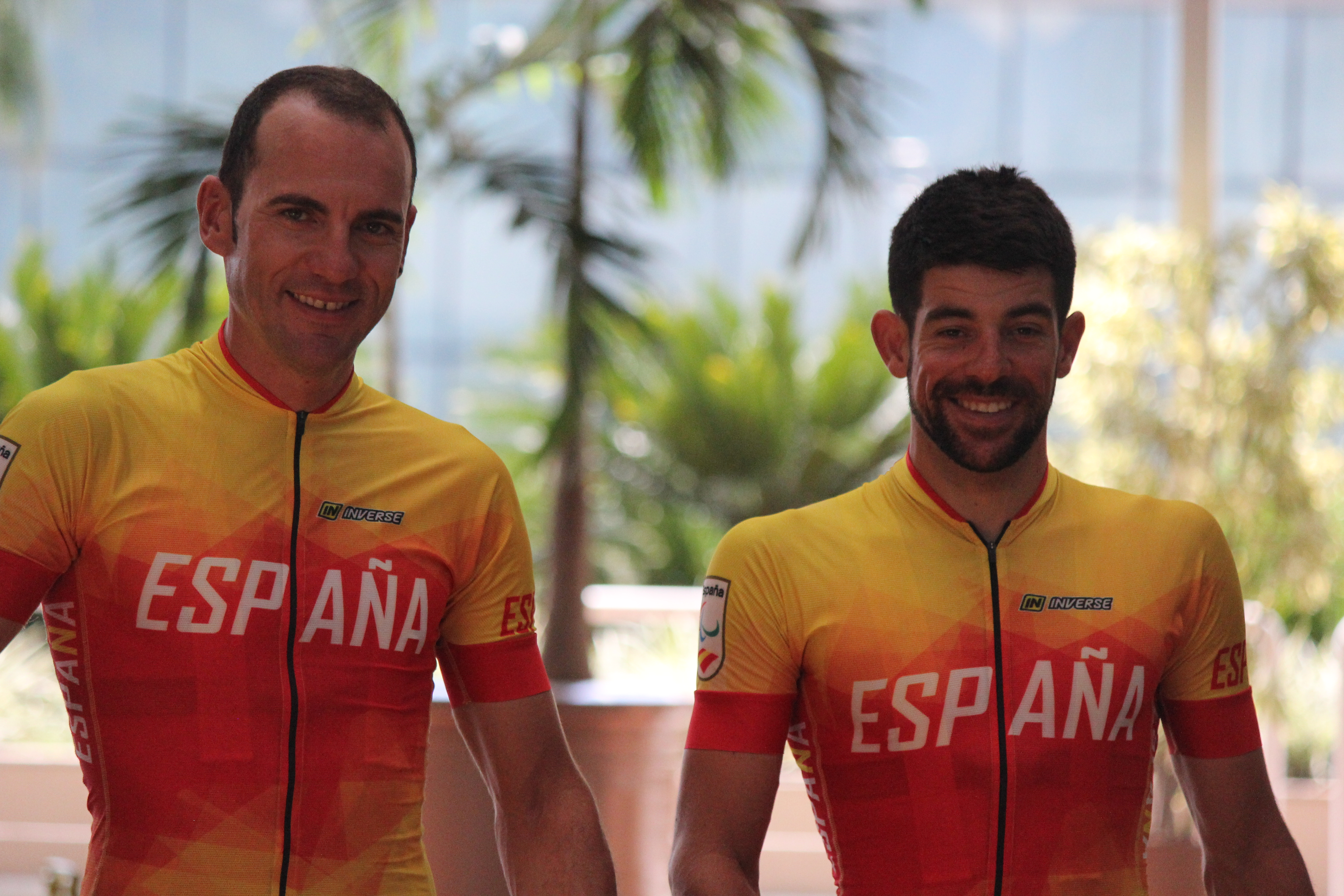
Ignacio Àvila i Joan Font el 2016.

A partir de 2013, Ignacio de Ávila, amb discapacitat visual, va competir en tàndem en proves paralímpiques amb el pilot Joan Font Bertolí. Amb el seu nou company, es proclamà campió d’Espanya de contrarellotge en tàndem. Al 2014, la parella Joan Font-Ignacio Àvila va guanyar la medalla de plata en la persecució al campionat del món de pista, i això que era a la primera participació en aquest esdeveniment per a Joan Font. En aquesta ocasió, van trencar el rècord espanyol en la disciplina, amb 4:12 633. Als Jocs Paralímpics de 2016, el duet Font-Àvila va acabar per primera vegada fora del podi en la prova de pista. Tot i així, el tàndem el va compensar guanyant la medalla de plata a la cursa de carretera. Al 2017, el duet es va consagrar convertint-se en campions del món de tàndem track.
Participaren a la Titan Desert de 2019, on destaca una segona posició en la quarta etapa, entre Morzouga y M'ssici, de 119 quilòmetres i 1.031 metres de desnivell.